# Arvati
Arvati (em macedônio/macedónio:  Арвати; em albanês:  Arvat, Arvati) é uma vila localizada no Município de Resen, na Macedônia do Norte. Está a cerca de 18,5 quilômetros (11,5 mi) da sede municipal que é Resen, a vila possui 137 residentes. Fica situada ao leste do Lago Prespa, no sopé da Montanha Baba.

## História
No século XIX, Arvati fazia parte do Sanjaco de Manastir, uma subdivisão do Vilaiete e Manastir do Império Otomano. Em 1873, a vila tinha 45 famílias e 136 habitantes do sexo masculino. Algumas décadas mais tarde, em 1905, a população de Arvati consistia de 200 membros do Exarcado búlgaro e de 186 albaneses.

## Demografia
A população de Arvati é historicamente consistida de Eslavos-macedônios e albaneses, com o último formando a maioria, muito parecida com a vila vizinha de Krani.
| Grupo étnico       | 1961   | 1961 | 1971   | 1971 | 1981   | 1981 | 1991   | 1991 | 1994   | 1994 | 2002   | 2002 |
| Grupo étnico       | Número | %    | Número | %    | Número | %    | Número | %    | Número | %    | Número | %    |
| ------------------ | ------ | ---- | ------ | ---- | ------ | ---- | ------ | ---- | ------ | ---- | ------ | ---- |
| Eslavos-macedônios | 179    | 36.5 | 150    | 28.0 | 160    | 31.6 | 149    | 28.9 | 54     | 29.5 | 51     | 37.2 |
| Albaneses          | 310    | 63.3 | 383    | 71.5 | 344    | 67.9 | 366    | 71.1 | 129    | 70.5 | 85     | 62.0 |
| outros             | 1      | 0.2  | 3      | 0.6  | 3      | 0.6  | 0      | 0.0  | 0      | 0.0  | 1      | 0.5  |
| Total              | 490    | 490  | 536    | 536  | 507    | 507  | 515    | 515  | 183    | 183  | 137    | 137  |

As línguas maternas dos residentes, bem como as filiações étnicas, incluem 51 falantes de macedônio, 84 falantes de albanês e dois outros com uma língua materna diferente.

### Religião
As afiliações religiosas dos moradores do local também seguiu linhas étnicas, com 51 identificam como cristãos ortodoxos, 85 como muçulmanos, de acordo com o censo de 2002.
Arvati é o lar de quatro igrejas dedicadas a São Nicolau, São Constantino e Helena, São Miguel Arcanjo, e da Ascensão da Virgem Maria.